# Str8line Records
Str8line Records est un label indépendant français constitué en association loi de 1901, créé en 2006, qui a pour but de faire connaître différents groupes musicaux regroupés sur un même support de distribution auprès de différents éditeurs phonographiques et autres médias et d’organiser des évènements culturels (concerts, soirées promotionnelles) autour de ces groupes.
Le label s'occupe actuellement du management des groupes De Volanges (Belgique), In Broken English (France/USA) , No Tears (France), Object (France), The Names (Belgique), Echoing Drifters (belgique) et Sômbre (France). 
Son nom proviendrait d'un ancien label français, créé en 2001[réf. nécessaire].

## Discographie
Str8line Records a édité et distribué plusieurs albums et compilations.

### Albums et maxi
- de Volanges - Caresses Draw Maps
- de Volanges - SDSS J090745.0+24507 (the Outcast) [S8L-DV1/2]
- Neutral Project - Secondes... [EM94]
- No Tears - Borderline [S8L-NT01/1]
- No Tears - Obsessions [S8L-NT02/4]
- Object - A Place To Hide [S8L-OB01/6]
- The Names - Monsters Next Door [S8L-TN01/7]
- de Volanges - Caryatids [S8L-DV02/08]
- No Tears - Fragments [S8L-NT03/9]
- Object - On The Edge of The Void [S8L-OB02/10]
- In Broken English - Sometimes the scars [S8L-IBE01/12]
- Sômbre - Half Light [S8L-SO01/14]

### Compilations
Le label, par le biais des compilations Movement One constituées de titres post-punk et cold wave rares ou totalement inédits veut faire révéler les nouveaux talents et rappeler ceux qui ont marqué ce mouvement en France.
- Compilation V/A Movement One Vol. 1 [S8L-MO01/3]

Ce volume regroupe les artistes suivant : Brotherhood of Pagans, Buzz, Charles De Goal, Corpus Delicti, Curtain, De Volanges, Frustration, Hide&Seek, Jacquy Bitch (groupe), Joy Disaster, Little Nemo, Noctule Sorix, No Tears, Opera Multi Steel, Rise_and_Fall_of_a_Decade, Psychotique?, The Trespass, Wallenberg
- Compilation V/A Movement One Vol. 2 [S8L-MO02/5] (juin 2008)

Ce volume regroupe les artistes suivant : Babel 17, Crocodiles, De Volanges, Dorcel, Guerre froide, Hall 21, Mary Goes Round,  Neutral Project, No Tears, Norma Loy, Normograph, O Quam Tristis, Object, Press Gang Metropol, The Naked Man, Thérèse Racket, Trouble Fait', Violet Stigmata
- Compilation V/A Movement One Vol. 3 [S8L-MO03/11] (janvier 2011)

Ce volume regroupe les artistes suivant : Ainsophaur, Babel 17, Brotherhood of Pagans,  Buzz, Charles De Goal, Complot Bronswick, De Volanges,  Droserae, Dorcel, DSI Like Fiction, Excès Nocturne, Frustration, Guerre froide, Hall 21, Hide & Seek, Jacquy Bitch (groupe), Little Nemo, Noctule Sorix, No Tears, Norma Loy, Object, Opera Multi Steel, Psychotique?, Trouble Fait', Wallenberg
- Compilation V/A Expositions - Tribute To Charles de Goal [SC/BD/S8L] (Février 2009)

Ce volume regroupe les artistes suivant : The Rorschach Garden, Hot Dog Addict, Sophya (Feat. Dirk Polak), Andromax, Le Jeune Extrême, Spirit Photography, Guerre froide, Raendom, No Tears, DC Shell, Die Perlen, Dorcel, Tchiki Boum, Viande Froide, Martin Angor, Trouble Fait', Copine Connie, Synapscape (Feat. Patrick Blain), Femme Fatale, Denner, Jungle is Neutral vs EPK
- Compilation V/A Sans Pleur - Volume 1 [S8L-SP01/13] (Octobre 2011)

Disque promotionnel regroupant un titre tiré d'un album de chaque groupe paru sur le label ainsi qu'un titre inédit par groupe. Avec : De Volanges, No Tears, Object, In Broken English, Sômbre, Neutral Project, The Names, Psychotique?

## Événements
En 2008, les labels Str8line Records et Brouillard Définitif organisent en collaboration leur premier Festival Vision d'1 autre industrie à Villeneuve-d'Ascq en proposant les concerts des groupes No Tears, De Volanges, Guerre froide et Charles De Goal. Plus de 200 personnes ont assisté à cet événement.
La deuxième édition de "Vision d'1 autre industrie" (coorganisée avec l'association Nordwaves) a eu lieu sur 2 jours à Templeuve en Belgique, les 9 et 10 octobre 2009. Ont participé 8 groupes : Object, Guerre froide, Charles De Goal, The Names, Hall 21, De Volanges, No Tears et Frustration. Un public encore plus nombreux assista à ces journées consacrées aux musiques post-punk.
En 2011, Le label organisa son premier grand anniversaire à Bruxelles dans la salle symbole de la scène alternative belge Le Magasin 4. Se sont succédé sur scène : Object, In Broken English et The Names. Les membres des autres groupes du label étaient aussi présents dans la salle pour une fête avec le public et les fans très réussie.